# Bremervörde
Bremervörde é uma cidade da Alemanha localizada no distrito de Rotenburg, estado de Baixa Saxônia.